# Critics’ Choice Television Awards 2023

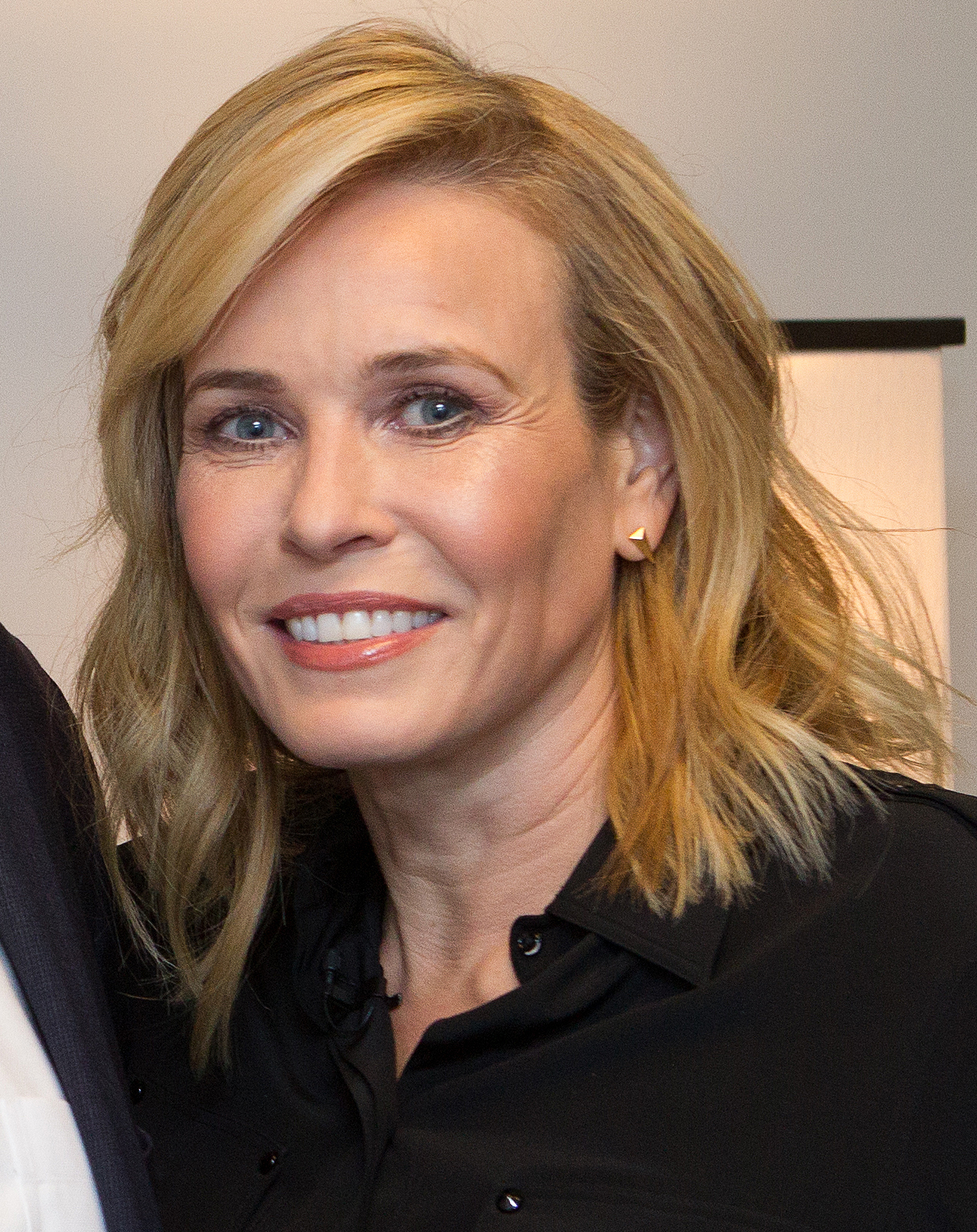
Chelsea Handler, Moderatorin der Veranstaltung

Die 13. Verleihung der US-amerikanischen Critics’ Choice Television Awards, die jährlich von der Broadcast Television Journalists Association (BTJA) vergeben werden, fand am 15. Januar 2023 im Fairmont Century Plaza Hotel in Los Angeles statt. Die Verleihung wurde live vom US-Sender The CW ausgestrahlt und von Chelsea Handler moderiert.
Die Nominierungen wurden am 6. Dezember 2022 bekanntgegeben.

## Nominierte
| Serie               | N | A |
| ------------------- | - | - |
| Abbott Elementary   | 6 | 2 |
| Better Call Saul    | 5 | 3 |
| Gaslit              | 4 | 0 |
| The Good Fight      | 4 | 0 |
| Reservation Dogs    | 4 | 0 |
| Barry               | 3 | 1 |
| The Bear            | 3 | 1 |
| House of the Dragon | 3 | 0 |
| The Offer           | 3 | 0 |
| Pam & Tommy         | 3 | 0 |

### Sparte Comedy

#### Beste Comedyserie
Abbott Elementary
Barry
The Bear
Better Things
Ghosts
Hacks
Reboot
Reservation Dogs

#### Bester Hauptdarsteller in einer Comedyserie
Jeremy Allen White – The Bear
Matt Berry – What We Do in the Shadows
Bill Hader – Barry
Keegan-Michael Key – Reboot
Steve Martin – Only Murders in the Building
D’Pharaoh Woon-A-Tai – Reservation Dogs

#### Beste Hauptdarstellerin in einer Comedyserie
Jean Smart – Hacks
Christina Applegate – Dead to Me
Quinta Brunson – Abbott Elementary
Kaley Cuoco – The Flight Attendant
Renée Elise Goldsberry – Girls5eva
Devery Jacobs – Reservation Dogs

#### Bester Nebendarsteller in einer Comedyserie
Henry Winkler – Barry
Brandon Scott Jones – Ghosts
Leslie Jordan – Call Me Kat
James Marsden – Dead to Me
Chris Perfetti – Abbott Elementary
Tyler James Williams – Abbott Elementary

#### Beste Nebendarstellerin in einer Comedyserie
Sheryl Lee Ralph – Abbott Elementary
Paulina Alexis – Reservation Dogs
Ayo Edebiri – The Bear
Marcia Gay Harden – Uncoupled
Janelle James – Abbott Elementary
Annie Potts – Young Sheldon

### Sparte Drama

#### Beste Dramaserie
Better Call Saul
Andor
Bad Sisters
The Crown
Euphoria
The Good Fight
House of the Dragon
Severance
Yellowstone

#### Bester Hauptdarsteller in einer Dramaserie
Bob Odenkirk – Better Call Saul
Jeff Bridges – The Old Man
Sterling K. Brown – This Is Us – Das ist Leben
Diego Luna – Andor
Adam Scott – Severance
Antony Starr – The Boys

#### Beste Hauptdarstellerin in einer Dramaserie
Zendaya – Euphoria
Christine Baranski – The Good Fight
Sharon Horgan – Bad Sisters
Laura Linney – Ozark
Mandy Moore – This Is Us – Das ist Leben
Kelly Reilly – Yellowstone

#### Bester Nebendarsteller in einer Dramaserie
Giancarlo Esposito – Better Call Saul
Andre Braugher – The Good Fight
Ismael Cruz Córdova – Der Herr der Ringe: Die Ringe der Macht
Michael Emerson – Evil
John Lithgow – The Old Man
Matt Smith – House of the Dragon

#### Beste Nebendarstellerin in einer Dramaserie
Jennifer Coolidge – The White Lotus
Milly Alcock – House of the Dragon
Carol Burnett – Better Call Saul
Julia Garner – Ozark
Audra McDonald – The Good Fight
Rhea Seehorn – Better Call Saul

### Sparte Fernsehfilm bzw. Miniserie

#### Beste Miniserie
The Dropout
Gaslit
The Girl from Plainville
The Offer
Pam & Tommy
Station Eleven
This Is Going to Hurt
Mord im Auftrag Gottes

#### Bester Fernsehfilm
Weird: Die Al Yankovic Story (Weird: The Al Yankovic Story)
Fresh
Prey
Ray Donovan: The Movie
The Survivor
Three Months

#### Bester Hauptdarsteller in einem Fernsehfilm oder einer Miniserie
Daniel Radcliffe – Weird: Die Al Yankovic Story (Weird: The Al Yankovic Story)
Ben Foster – The Survivor
Andrew Garfield – Mord im Auftrag Gottes
Samuel L. Jackson – The Last Days of Ptolemy Grey
Sebastian Stan – Pam & Tommy
Ben Whishaw – This Is Going to Hurt

#### Beste Hauptdarstellerin in einem Fernsehfilm oder einer Miniserie
Amanda Seyfried – The Dropout
Julia Garner – Inventing Anna
Lily James – Pam & Tommy
Amber Midthunder – Prey
Julia Roberts – Gaslit
Michelle Pfeiffer – The First Lady

#### Bester Nebendarsteller in einem Fernsehfilm oder einer Miniserie
Paul Walter Hauser – In with the Devil
Murray Bartlett – Welcome to Chippendales
Domhnall Gleeson – The Patient
Matthew Goode – The Offer
Ray Liotta – In with the Devil
Shea Whigham – Gaslit

#### Beste Nebendarstellerin in einem Fernsehfilm oder einer Miniserie
Niecy Nash – Dahmer – Monster: Die Geschichte von Jeffrey Dahmer
Claire Danes – Fleishman Is in Trouble
Dominique Fishback – The Last Days of Ptolemy Grey
Betty Gilpin – Gaslit
Melanie Lynskey – Candy: Tod in Texas
Juno Temple – The Offer

### Weitere Kategorien

#### Beste fremdsprachige Serie
Pachinko – Ein einfaches Leben
1899
Borgen – Gefährliche Seilschaften
Extraordinary Attorney Woo
¡García!
Hospital der Geister
Kleo
Meine geniale Freundin
Teheran

#### Beste Zeichentrickserie
Harley Quinn
Bluey
Bob’s Burgers
Primal
Star Trek: Lower Decks
Undone